# ラウール・レヴィ
ラウール・J・レヴィ（Raoul J. Lévy、1922年4月14日 アントウェルペン - 1966年12月31日 サントロペ）は、フランスの映画プロデューサー、脚本家、映画監督である。

## 来歴・人物
1922年（大正13年）4月14日、ベルギー・アントウェルペンに生まれる。
1945年（昭和20年）、アメリカに渡り、RKOで製作助手を経験、メキシコでの撮影に参加。ヨーロッパに戻ってからは、アンソニー・マン監督やアラン・ドワン監督らのBムーヴィーを得意とするプロデューサーエドワード・スモールの欧州代理人をしていた。
1950年（昭和25年）、「イエナ・プロデュクション」社を設立、映画製作を開始した。
1955年（昭和30年）、第8回カンヌ国際映画祭でロジェ・ヴァディム監督とその妻で女優のブリジット・バルドーと出会い、『素直な悪女』の製作を決意。みずからの手でヴァディムのあたためていた脚本を書き換えて、当時の最新技術であるカラー映画、シネマスコープで翌1956年公開、アメリカナイズされたこの映画は大ヒットを記録する。当時まだ34歳であった若手プロデューサーの登場と成功が、ヌーヴェルヴァーグの作家が製作者サイドに注目されるための経済的根拠となった。
1962年（昭和37年）、クリスチャン＝ジャック監督、アラン・ドロン主演で着手した70ミリ超大作『Marco Polo』は、その後、『荒野の七人』のホルスト・ブッフホルツに主役を交代、監督もドニス・ド・ラ・パテリエールに交代して、さらに共同監督としてニコラス・レイの超大作『北京の55日』（義和団の乱、1963年）のスペインロケを仕切ったB班監督ノエル・ハワードを招き、またレヴィみずからも一部演出に乗り出すという混乱を経て、『La fabuleuse aventure de Marco Polo (L'echequier de Dieu)』（邦題『マルコ・ポーロ 大冒険』）として1965年（昭和40年）8月6日、ようやくフランスを皮切りに公開するも惨敗、「イエナ・プロデュクション」社は破産した。
1965年（昭和40年）8月11日、『マルコ・ポーロ』公開の1週後にあたるこの日、初監督作『二人の殺し屋』を公開した。主演エディ・コンスタンティーヌ、撮影監督はラウール・クタールを初の起用。レヴィのプロデュース作品の撮影は、『素直な悪女』から『マルコ・ポーロ』まで、監督が変わっても例外なくアルマン・ティラールが支えて来たのだが『マルコ・ポーロ』をもって決別、「イエナ」社破産以降の本作を含む遺作に至る3作品では、いずれもクタールと組むこととなった。
1966年（昭和41年）8月20日、監督第二作『ザ・スパイ』が西ドイツ先行で公開。フランスは11月。主演に引っ張り出したモンゴメリー・クリフトは4年振りの映画出演であったが、クリフトにとって本作が遺作となった。音楽にはセルジュ・ゲンスブールを起用、ジャン＝リュック・ゴダールが俳優としてノンクレジットで出演している。
同年12月31日、フランス・サントロペのホテルで拳銃自殺、死去した。満44歳没。
没後の1967年（昭和42年）3月17日、『野性の誘惑』のマリナ・ヴラディを主演に起用したレヴィ最後のプロデュース作、ゴダール『彼女について私が知っている二、三の事柄』がパリで公開された。本作には大きな役でレヴィは出演しており、彼の最後の姿を観ることができる。ゴダールがのちに発表した『ゴダールのマリア』（1984年）の原題（Je vous salue, Marie）は、レヴィの『二人の殺し屋』（Je vous salue, mafia !）のもじりである。またアラン・ドロンはみずから製作・主演の映画『ボルサリーノ』（1969年）をレヴィに捧げた。

## フィルモグラフィー

### 監督
- 『二人の殺し屋』 Je vous salue, mafia ! 1965年 フランス・イタリア合作
- 『ザ・スパイ』 The Defector（L'Espion） 1966年 フランス・西ドイツ合作

### 脚本
- 『素直な悪女』 Et Dieu... créa la femme 1956年 - ロジェ・ヴァディム監督
- 『マルコ・ポーロ 大冒険』 La fabuleuse aventure de Marco Polo (L'echequier de Dieu) 1963年 - 1965年 - ドニス・ド・ラ・パテリエール / ノエル・ハワード監督、フランス・イタリア・ユーゴスラヴィア・アフガニスタン合作
- 『二人の殺し屋』 Je vous salue, mafia ! 1965年 監督作
- 『ザ・スパイ』 The Defector（L'Espion） 1966年 監督作

### 製作
- Identité judiciaire 1951年 - エルヴェ・ブロンベルジェ監督　※第4回カンヌ国際映画祭コンペティション出品
- 『素直な悪女』 Et Dieu... créa la femme 1956年 - ロジェ・ヴァディム監督
- 『野性の誘惑』 La Sorcière 1956年 - アンドレ・ミシェル André Michel監督、マリナ・ヴラディ主演、フランス・イタリア・スウェーデン合作
- 『グランド・カナル 大運河』 Sait-on jamais 1957年 - ロジェ・ヴァディム監督
- 『月夜の宝石』 Les Bijoutiers du clair de lune 1958年 - ロジェ・ヴァディム監督
- 『可愛い悪魔』 En cas de malheur 1958年 - クロード・オータン＝ララ監督
- 『バベット戦争へ行く』 Babette s'en va-t-en guerre 1959年 - クリスチャン＝ジャック監督
- 『サンフランシスコの娘たち』 Les Régates de San Francisco 1959年 - クロード・オータン＝ララ監督、フランス・イタリア合作
- 『雨のしのび逢い』 Moderato cantabile 1960年 - ピーター・ブルック監督、マルグリット・デュラス原作脚本　※第13回カンヌ国際映画祭女優賞受賞（ジャンヌ・モロー）
- 『真実』 La vérité 1960年 - アンリ＝ジョルジュ・クルーゾー監督
- 『マルコ・ポーロ 大冒険』 La fabuleuse aventure de Marco Polo (L'echequier de Dieu) 1963年 - 1965年 - ドニス・ド・ラ・パテリエール/ノエル・ハワード監督
- 『二人の殺し屋』 1965年 監督作
- 『ザ・スパイ』 1966年 監督作
- 『彼女について私が知っている二、三の事柄』 2 ou 3 choses que je sais d'elle 1967年 - ジャン＝リュック・ゴダール監督、マリナ・ヴラディ主演、アナトール・ドーマン共同製作

### 出演
- 『素直な悪女』 Et Dieu... créa la femme 1956年 - ロジェ・ヴァディム監督、カメオ出演
- 『彼女について私が知っている二、三の事柄』 2 ou 3 choses que je sais d'elle 1967年 - ジャン＝リュック・ゴダール監督、アメリカ人ジョン・ボーガス役